# Gare de Groisy-Thorens-la-Caille
Gare de Groisy-Thorens-la-Caille vasútállomás Franciaországban, Groisy településen.

## Vasútvonalak
Az állomást az alábbi vasútvonalak érintik:
- Aix-les-Bains-Annemasse-vasútvonal

## Kapcsolódó állomások
A vasútállomáshoz az alábbi állomások vannak a legközelebb:
- Saint-Martin-Bellevue railway station
- Gare de La Roche-sur-Foron (Coppet vasútállomás, Léman Express Line 2)
- Gare de Pringy (Gare d’Annecy, Léman Express Line 2)